# Jesse Winker
Jesse Winker (né le 17 août 1993 à Buffalo, New York, États-Unis) est un joueur de champ extérieur des Nationals de Washington de la Ligue majeure de baseball.

## Carrière
Jesse Winker est sélectionné en première ronde du repêchage amateur de 2012 par les Reds de Cincinnati et est le 49e joueur choisi au total cette année-là par un club de la Ligue majeure de baseball. En 2014, il participe au match des étoiles du futur.
Il fait ses débuts dans le baseball majeur avec Cincinnati le 14 avril 2017.